# Luis María Grignion de Montfort
Luis María Grignion de Montfort Robert, conocido también como el Padre de Montfort o San Luis María de Montfort (Montfort-sur-Meu, 31 de enero de 1673 - Saint-Laurent-sur-Sèvre, Francia 28 de abril de 1716) fue un teólogo, sacerdote misionero y escritor católico francés, canonizado en 1947 y nombrado misionero apostólico por el papa Clemente XI. Fue proclamado santo por el papa Pío XII en 1947. En 2000, bajo el pontificado de San Juan Pablo II, se abrió una causa para proclamarlo como Doctor de la Iglesia. Fue fundador de la Compañía de María Monfortana y de las Hijas de la Sabiduría. Su pensamiento teológico ha influenciado, entre otros, en el desarrollo de la doctrina mariológica contemporánea.
Ejerció su ministerio en las regiones noroccidentales de Francia de Poitou (especialmente en la Vendée) y en Bretaña. Pasó sus primeros años del sacerdocio, cuidando hospitales y pobres, mientras que después del encuentro con el pontífice se dedicó casi exclusivamente a la predicación de las misiones. 
La actividad misionera le hizo muy popular y querido por los habitantes de esas regiones, en las que, con su apostolado, se extendió aún más el catolicismo, pero recibió fuertes críticas de los protestantes y jansenistas, con los que colisionó con mayor frecuencia.
Fue el autor de varios textos en los que presentó su doctrina espiritual que predicó en las misiones. Su trabajo principal es el libro Tratado de la verdadera devoción a la Santísima Virgen, en la que expone su doctrina mariana. Luis María, promovió el culto a María, en la forma que él llamó "la verdadera devoción", y la práctica del Rosario.

## Biografía

### Infancia
Nació el 31 de enero de 1673 en Montfort-sur-Meu, cerca de Rennes, en la Bretaña francesa. Sus padres fueron: Jean-Baptiste Grignion, un abogado que trabajaba en el tribunal de Montfort, y Jeanne Robert. Es el segundo hijo de los numerosos niños de este matrimonio, tuvieron 18 hijos, pero llega a ser el hijo mayor debido a la muerte de su hermano a la edad de 4 meses.
Fue bautizado al segundo día de nacido, con el nombre de Luis; su segundo nombre lo tomará ya adulto en honor a la Virgen María. A los pocos meses de nacido lo confiaron al cuidado de una nodriza, “la madre Andrea” que es probablemente la campesina que está al cuidado de todos los pequeños hijos de los señores Grignion, “el chiquillo fue creciendo durante algunas estaciones, entre cosas sencillas y figuras de pobres, de unas residencias de campesino bretones, donde las paredes amasadas de paja y barro arcilloso hablan de un profundo vínculo con la tierra” Luego de 2 años y medio, la madre Andrea devuelve a Juan Bautista Grignion, un chico robusto, bronceado que balbucea las primeras palabras.
Con una formación cristiana sólida hacen en Montfort que su fe sea “firme, sólida e inmutable”. Desde su infancia le agrada hablar de Dios, aprende pues a orar con una rectitud de intención que lo lleva a buscar para ello el silencio y el recogimiento. Se retira a un rincón de la ruidosa casa o se arrodilla, rosario en mano ante una imagen de Nuestra Señora.
El despertar precoz del sentimiento religioso tiene su repercusión en sus hermanos especialmente en Guyonne Jeanne a quien llaman “Luisa” niña de tres o cuatro años quien escucha a Luis de manera atenta. La relación con su hermanita le hace salir de sí mismo, por ella el joven Luis busca palabras que la conquistarán: “Serás muy hermosa y todos te querrán, si amas a Jesucristo”. La amistad de estos dos será un capítulo importante de su infancia, la niña será dentro del círculo familiar la confidente predilecta.
El corazón de Luis bulle con intensos sentimientos, y los padres en especial la madre, han podido percibirlo en algún gesto que pone de manifiesto la ternura del niño y el dolor que siente por el sufrimiento de los demás: “Luis que no cuenta aún con cinco años se acerca a su madre sumida en llanto y, trata de consolarla".

### Estudios de seminario y ordenación sacerdotal

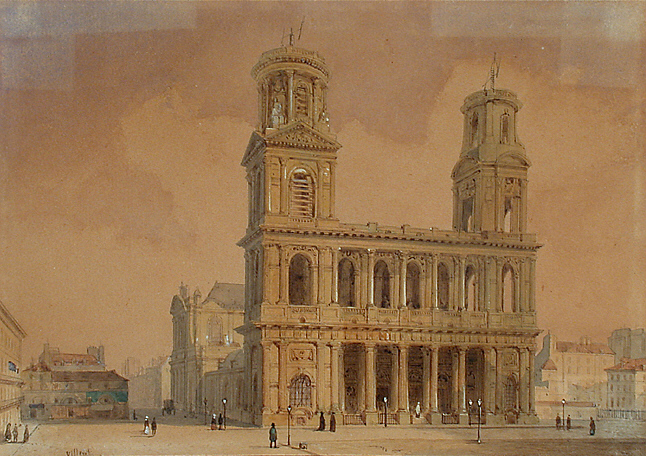
La iglesia de Saint-Sulpice en París

Su educación secundaria la realizó en el colegio de los jesuitas de Rennes. Al terminarla, entró en el seminario de París. Siendo ya sacerdote ejerció con éxito como predicador en el oeste de Francia, zona muy azotada por la violencia de las guerras de religión y forzada al catolicismo tras la expulsión de los hugonotes.
Abandonó la universidad de Saint-Thomas el 2 de noviembre, 1692, a la cabeza a París, donde asistió al seminario de la iglesia de Saint Sulpice (que estaba apoyado a la Sorbona la histórica universidad de París para la enseñanza de la teología). Quería recorrer los casi 400 km entre Rennes y París a pie, rechazando el caballo que le había ofrecido su padre. Además, a lo largo del camino, dio todo lo que tenía a los mendigos que conoció, tanto es así que, llegado a París, ni siquiera tiene suficiente dinero para pagar por el derecho del seminario, e incluso los más moderados, "pequeño taller", a que asistían los estudiantes menos ricos.
Luis María Grignion de Montfort tuvo que estudiar durante tres años en pequeñas comunidades para seminaristas pobres, siempre vinculados al seminario de Sulpician y la Sorbona, pero aún más baratos. Para pagar sus honorarios inicialmente era una noble noble parisina, una amiga de la familia, una cierta señorita de Montigny-le-Bretonneux. Ella, al enterarse de que los Grignions tenían varios problemas económicos y muchos hijos que cuidar, quería ayudarlos financiando los estudios de Luis María Grignion de Montfort y haciéndose cargo de una de sus hermanas, Guyonne-Jeanne. En el invierno de 1693, sin embargo, la noble dejó de pagar la cuota de Luis María Grignion de Montfort, con el fin de continuar sus estudios, se hizo cargo, junto con otros tres de sus hermanos, para ver el cementerio de la iglesia de Saint-Sulpice.

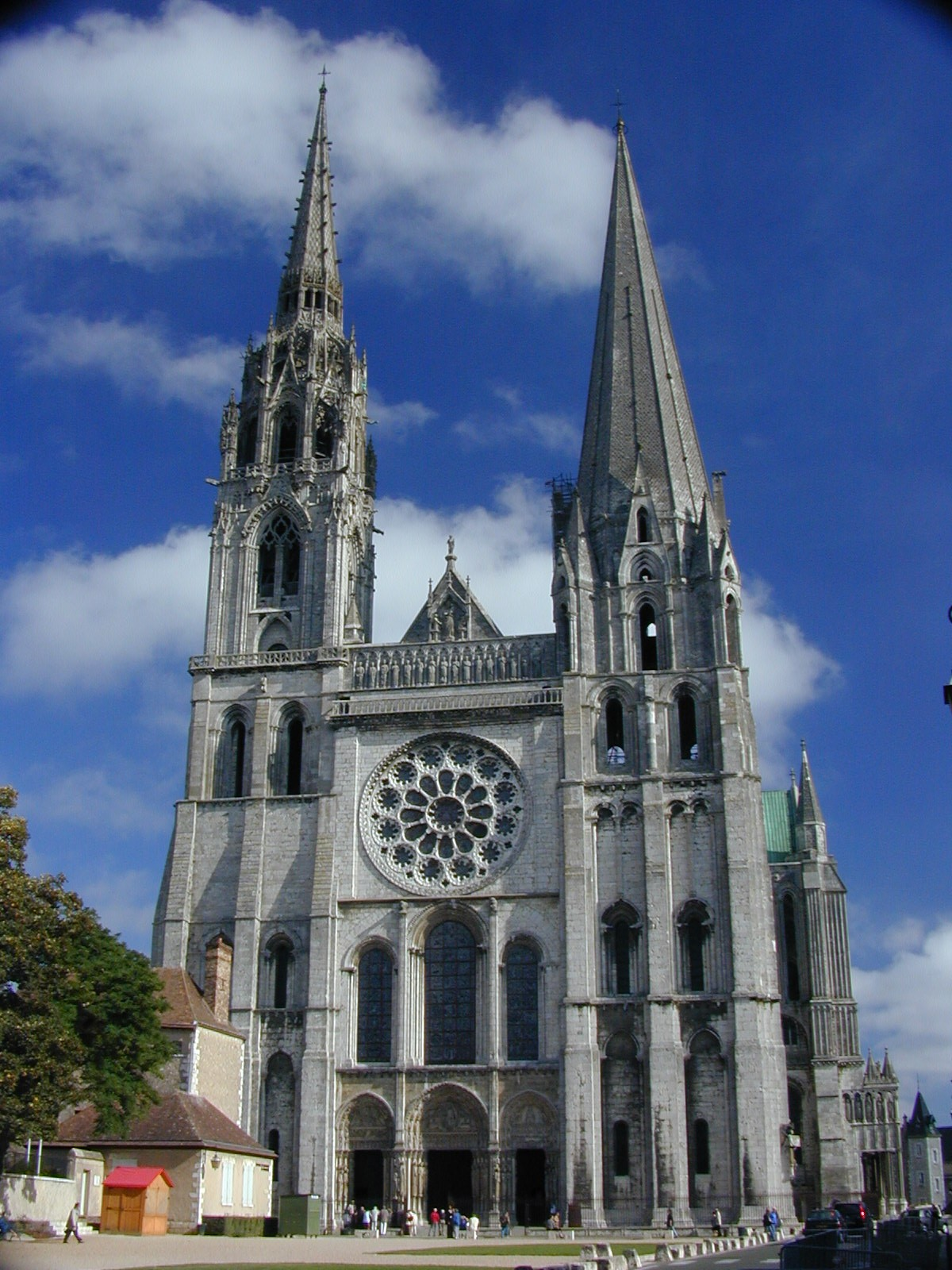
Catedral de Chartres

En 1695 fue finalmente admitido en el "pequeño seminario", donde tuvo como director espiritual a François Leschassier. Estos, al darse cuenta de la buena preparación de Luis María Grignion de Montfort, lo obligaron a asistir solo a las clases nocturnas. Luis María Grignion de Montfort fue nombrado bibliotecario del seminario, algo que le permitió leer mucho, como él mismo dice en el Tratado de la verdadera devoción a la Santísima Virgen: "Leo casi todos los libros que hablan de la devoción a la Santísima Virgen".
En 1699 por sus méritos académicos, fue elegido, junto con otro seminarista, para representar el seminario de San Sulpicio Pío de la anual peregrinación a la catedral de Chartres, donde se venera a la Virgen desde los primeros siglos del cristianismo en Francia.
El 5 de junio de 1700, el año del Jubileo, fue ordenado sacerdote. A Luis María Grignion de Montfort le hubiera gustado llevar a cabo su ministerio en Canadá como un misionero (sobre la propuesta del obispo de Quebec ), pero Leschassier (convirtió superior general de los sulpicianos en el mismo año), impedido, prefiriendo permanecer en el seminario a cargo de la formación de los candidatos al sacerdocio.
Luis María Grignion de Montfort rechazó la tarea: luego fue enviado a Nantes (en Loira Atlántico ), cerca de la comunidad de Saint-Clément, una comunidad de sacerdotes que predicaba las misiones. En unos pocos meses, su decepción con su experiencia en Saint-Clément se reveló: lo consideró solo una ocasión para la vida comunitaria, que no le dio la oportunidad de practicar ninguna actividad pastoral.

### Apostolado en Poitiers

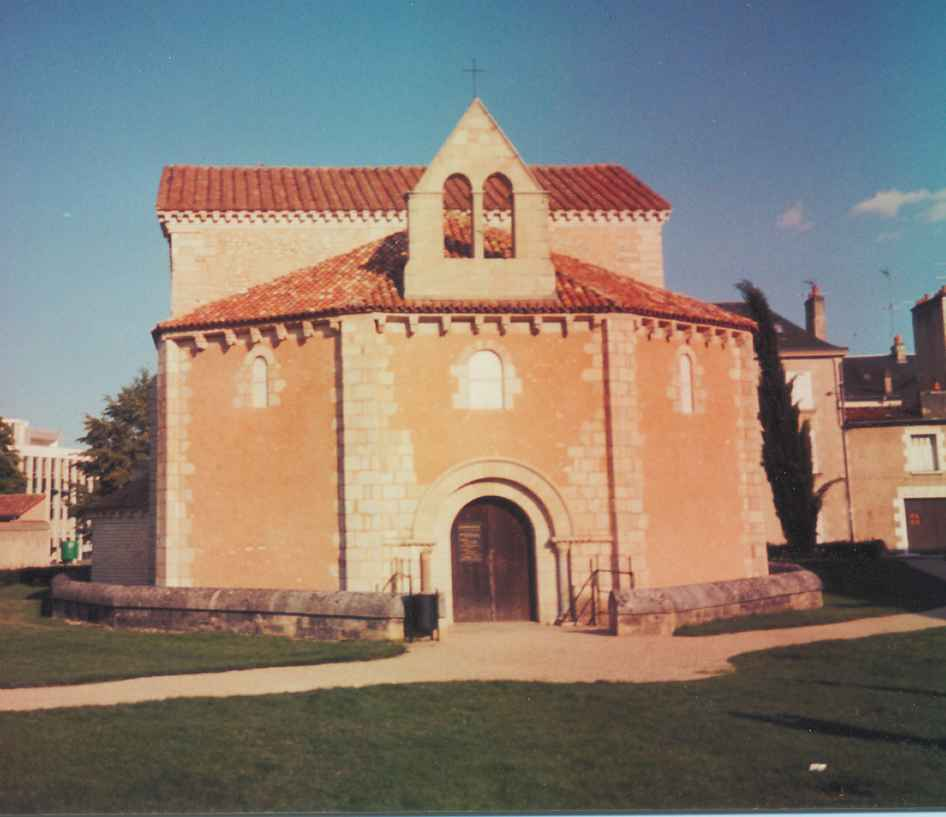
El Baptisterio de San Juan de Poitiers

Después de la muerte de la señorita de Montigny que tuvo lugar en el mismo 1700 en París, la marquesa de Montespan, su amiga, se hizo cargo de tres hermanas de Luis María Grignion de Montfort, Guyonne-Marie, Sylvie y Françoise-Marguerite, junto a la marquesa se retiró en ' Abbey di Fontevrault, donde la hermana de la noble era abadesa. En abril de 1701 con motivo de la investidura de su hermana Sylvie, Luis María Grignion de Montfort se encontró con la marquesa, por primera vez después de haberlo pedido y le habló de su experiencia poco satisfactoria en la comunidad de Nantes. La marquesa le sugirió ir a Poitiers para presentar sus proyectos al obispo Antoine Girard, que había sido tutor de los hijos de la marquesa.
En Poitiers Luis María Grignion de Montfort no cumplió con el obispo, que estaba ausente, por lo que esperan visitó el hospital de la ciudad, que también era un hospicio para ancianos y personas sin hogar. Durante algún tiempo el hospital no tuvo capellanes, por lo que decidió ocupar esta oficina hasta que el obispo regresara a la ciudad. Después de casi un mes tuvo que regresar a Nantes para concluir su servicio en Saint-Clément, pero el 25 de agosto de 1701 fue llamado por Monseñor Girard a Poiters que le escribió en una carta: "Nuestros pobres continúan deseando su llegada". En noviembre, Luis María Grignion de Montfort regresó a Poiters y el obispo lo nombró oficialmente capellán del hospital. En una habitación del hospital al que llamó "La Sapienza", reunió a una docena de pacientes con una mayor vocación religiosa para formar una comunidad de oración.

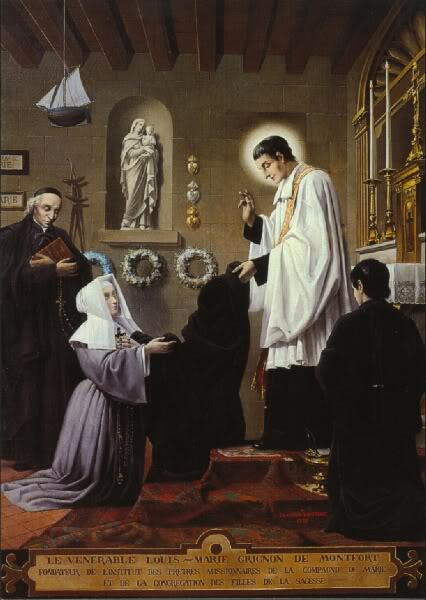
Luis María Grignion de Montfort con Marie-Louise Trichet, con quien fundó la congregación de las Hijas de la Sabiduría

En Poitiers, conoció a Marie Louise Trichet, una joven de diecisiete años de una buena familia que se confesó con él y eligió al joven sacerdote como guía espiritual. En el verano de 1702, María Luisa conversó con las Canonesas de San Agustín de la Congregación de Nuestra Señora, pero su madre, al no compartir la decisión de su hija, la llamó a su casa antes de que ella hiciera sus votos. Marie-Louise luego se dirigió a Luis María Grignion de Montfort, quien con la ayuda del obispo le dio un puesto de ama de llaves en el hospital. Marie-Louise, sin embargo, no había renunciado al deseo de convertirse en monja, por lo que Luis María Grignion de Montfort la introdujo en la comunidad de "Sabiduría" y la vistió con el hábito de su comunidad, convirtiéndola en la primera Hija de la Sabiduría.
Algunos funcionarios del hospital comenzaron a oponerse al trabajo de Luis María Grignion de Montfort que después de varios conflictos tuvo que dejar Poitiers en la primavera de 1703. Luego regresó a París y, gracias a la experiencia de Poitiers, quiso encargarse de los pacientes del Hospital de la Pitié-Salpêtrière. También esta vez no fue querido por la administración y fue despedido. Luego decidió visitar a sus antiguos profesores y sus hermanos, pero las noticias negativas sobre él habían llegado al seminario y no tuvo una buena acogida: era considerado un sacerdote "singular y excéntrico". Decepcionado por la mala hospitalidad que recibió en París, se fue a los ermitaños de Mont-Valérien, para dedicarse exclusivamente a la oración. En Mont-Valérien vivía una comunidad de laicos que vivía una vida ermitaña, asistida por un sacerdote enviado por el arzobispo de París para administrar los sacramentos. El arzobispo aceptó la petición de Luis María Grignion de Montfort de convertirse en el sacerdote de la comunidad: aquí podía ejercer su ministerio, olvidando los eventos pasados y adaptándose al estilo de vida del ermitaño.
La experiencia eremítica duró aproximadamente un año, en marzo de 1704, de hecho, Jacques Leschassier recibió una carta del hospital de Poitiers que decía:

“Nosotros, cuatrocientos pobres, humildemente les suplicamos, por el mayor amor y la gloria de Dios, que nos hagan regresar a nuestro venerable pastor, el que ama tanto al pobre, el Sr. Grignion”.

Luis María Grignion de Montfort regresó al hospital de Poitiers como director general, y con la nueva oficina pudo reanudar su trabajo de reforma: hizo que el hospital fuera más ordenado y limpio, restauró la iglesia y amplió su comunidad. Sin embargo, después de unos quince meses, las hostilidades se reanudaron con los administradores locales y por sugerencia del nuevo obispo de la Poype, renunció, dejando el hospital en manos de sor Marie-Louise.
El obispo de Poitiers le propuso entonces comenzar a predicar las misiones en la ciudad y en su diócesis, Luis María Grignion de Montfort aceptó de inmediato la tarea, ya que este era su sueño desde que fue ordenado sacerdote. Luego preparó un programa, con la aprobación del obispo, que incluía: misiones en las parroquias, catequesis para niños y adultos, retiros espirituales e incluso la construcción o restauración de iglesias y capillas. Después del trabajo realizado en la iglesia del hospital, una de las restauraciones más importantes fue la del Baptisterio de San Juan de Poitiers cerca de la Basílica catedral de San Pedro de Poitiers.
En el invierno de 1705 conoció a un joven laico, Mathurin Rangeard, que estaba a punto de convertirse en capuchino. Mathurin Rangeard quería seguir a Luis María Grignion de Montfort en sus misiones y permanecerá con él hasta su muerte. Mientras tanto, las hostilidades los que siguieron existiendo con las autoridades locales se unieron a los contrastes con el vicario general de la diócesis, durante una ausencia del obispo, Luis María Grignion de Montfort interrumpió durante la misa, reprendió públicamente al obispo a su regreso solo podía aconsejarle dejar la diócesis de nuevo.

### La reunión con Clemente XI

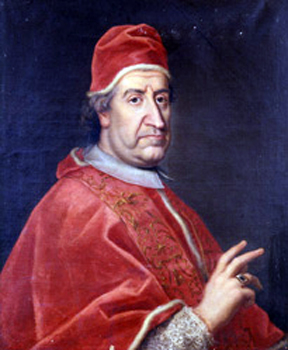
Papa Clemente XI

Como siempre, Luis María Grignion de Montfort obedeció, pero después de consultar con su confesor, decidió ir a Roma para buscar el consejo del papa, pero también con el objetivo de que se le asignara una misión fuera de Francia.
Salió de Poitiers en marzo de 1706, hizo el viaje a pie y se sabe que llegó a Roma a finales de mayo, porque su nombre aparece en los registros del refugio religioso anexo a la Iglesia de San Luis de los Franceses del 20 al 26 de mayo de 1706. Logró reunirse con el papa Clemente XI a principios de junio: después de que Luis María Grignion de Montfort expuso su situación, Clemente XI le aconsejó que se quedara en Francia.

“Tienes un campo lo suficientemente grande como para ejercitar tu celo. No vayas a ningún lado y siempre trabajarás en perfecta sumisión a los obispos de las diócesis en las que será llamado. De esta manera, Dios bendecirá su trabajo. En sus diversas misiones, enseñe la doctrina a la gente y a los jóvenes con fuerza y renueve solemnemente las promesas del bautismo”.

El papa lo nombró misionero apostólico y le entregó un crucifijo que Luis María Grignion de Montfort siempre llevará consigo hasta el día de su muerte. Cuando terminó la reunión con el Papa, partió de nuevo y regresó a Poitiers el 25 de agosto; cuando ingresó a la ciudad, se encontró con el fiel Mathurin y luego fue a hablar con el obispo, quien, sin embargo, le dijo que se fuera de la ciudad al día siguiente. Se fue a Angers, donde el rector del seminario de la ciudad le sugirió que predicara una misión en su región de origen, Bretaña.

### En Bretaña con Leuduger

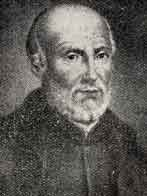
Julien Maunoir, sacerdote jesuita nacido en Francia conocido como el "Apóstol de Bretaña". Fue beatificado en 1951 por el papa Pío XII

En el viaje a Bretaña, acompañado por Mathurin, se detuvo unos días en la Abadía de Fontevrault, donde, después de cinco años, volvió a ver a su hermana Silvye. Luego hizo una peregrinación al Mont Saint-Michel, donde visitó el santuario de San Miguel, del que era especialmente devoto y llegó a Rennes en octubre.
A principios de 1707 se unió a un grupo de misioneros encabezados por Jean Leuduger con quien trabajó durante mucho tiempo en la diócesis de Saint-Brieuc y Saint-Malo. Leuduger utiliza el método "Bretón" de Julien Maunoir, método que ha dejado satisfecho ahora a Luis María Grignion de Montfort, ya que proporcionan una participación masiva tanto clérigos y feligreses que participaron en las ceremonias públicas y desfiles, pero no pretende sustituir el ministerio parroquial ordinaria.
Con misiones Leuduger en la diócesis de Saint-Malo, también conseguido volver a Luis María Grignion de Montfort después de diecisiete años de ausencia, fue recibido con alegría por los familiares y vecinos de la aldea. En julio comenzó una misión, ampliada, además de Montfort-la-Cane, también a Bécherel y Saint-Suliac.
Su estadía con los misioneros Leuduger, sin embargo, no perdió de vista su programa. Al pasar por La Chèze, vio la capilla de Notre Dame de Pieté en ruinas y decidió reconstruirla, involucrando a gente del comercio de las diversas ciudades vecinas; el día de la inauguración celebró una misa en la que participaron una treintena de parroquias.
Los misioneros no dejaron de subrayar la "excentricidad" de Luis María Grignion de Montfort, cuyos métodos, no eran compartidos por los otros misioneros, llevarán a Leuduger a expulsarlo. Al final de un sermón sobre la oración por los muertos que había conmovido a los fieles, Luis María Grignion de Montfort decidió pedir limosna para las celebraciones fúnebres. Sin embargo, pedir dinero era contrario a la regulación de los misioneros, que lo aprovecharon para eliminarlo.
Este segundo rechazo lo desanimó más que el de Poitiers; Decidió ir a un retiro con su fiel amigo y Jean Mathurin, otro laico que optó por seguirlo, Saint-Lazare, cerca de Montfort. En una parcela de propiedad paterna eran los restos de un antiguo hospital militar construido en la Edad Media de la Orden de San Lázaro. Los tres comenzaron ahora a hacerla habitable, restauró la capilla donde Luis María construyó personalmente el crucifijo, una imagen de Nuestra Señora de la Sabiduría y una paloma que simboliza el Espíritu Santoy ellos hicieron una vida eremítica. Sin embargo la vida solitaria duró solo unas pocas semanas, debido a que, tan pronto como sabían de la presencia de los tres Saint-Lazare, la gente comenzó a visitar ellos para llevar la comida. La ermita se convirtió entonces en una especie de parroquia, porque los fieles eran para asistir a la misa, el rezo del rosario y las lecciones de catecismo. Esto molestó a los vecinos y de los párrocos en el invierno de 1708 Luis María Grignion de Montfort dejaron Saint-Lazare en las órdenes del obispo.

### El "gran calvario" de Pontchâteau
Luego fue a Nantes por invitación del vicario general Jean Barrin, su amigo. Comenzó a predicar una misión en Pontchâteau, a 30 km de Nantes, junto con el sacerdote Gabriel Olivier. Le dijo a la gente que quería construir un "gran Calvario ", un lugar de peregrinación con capillas y estatuas que recordarían la colina donde murió Cristo. Luis María Grignion de Montfort encontró una llanura casi circular, que llamó "la tierra de Maddalena" en la que pensó erigir este montículo artificial de 330 metros de ancho con un foso alrededor. Tras pedir permiso a los propietarios, comenzó a trabajar en el verano de 1709. Este proyecto fue de inmediato un gran éxito, también porque contó con el apoyo de la diócesis. El propio Olivier lo presenciará:

“Mientras hacíamos esta misión, fuimos una vez a la semana, en el día de descanso, para incitar a la gente a trabajar. La primera vez que fui allí, ya había listo sesenta carros de tierra extraídos de las zanjas, para comenzar la montaña. Durante esta misión, normalmente he visto en este lugar cuatro o cinco centenares de personas que trabajan, algunos vangavano la tierra, otros estaban cargando y otra llevando todavía con alforjas y todos estaban satisfechos con un trozo de pan negro que llevaban en sus bolsillos”.

Mathurin dirigió las obras mientras que Luis María Grignion de Montfort y Gabriel Olivier fueron a predicar misiones para invitar a las personas a participar en su proyecto. En la primavera de 1710 durante la misión de Assérac Olivier hace otra evaluación de la situación:

“El concurso de la gente aumentó día a día, por lo que conté unas quinientas personas y un centenar de bueyes para tirar de los carros; todas las personas trabajaron con coraje increíble. He visto trabajar a todo tipo de personas, damas y caballeros de alto rango e incluso varios sacerdotes traen la canasta para la devoción. He visto poblaciones enteras acudir a nosotros por todos lados: desde España y también desde Flandes”.

En septiembre, en la colina se colocaron las tres cruces con Cristo y los dos ladrones, las estatuas de María, de San Juan y María Magdalena. Por su parte, fueron luego erigidas pequeñas capillas y otras estatuas de otros momentos de la pasión, finalmente fue plantada una arboleda con forma de corona de rosario.
Después de quince meses de trabajo, el cerro ya estaba terminado y se decidió inaugurarlo el 14 de septiembre de 1710 para la celebración de la Exaltación de la Santa Cruz. En la víspera, sin embargo, vino la orden del obispo de no inaugurarla, porque desde Versalles incluso llegó la orden de desmontarla. El tribunal, de hecho, pensó que su posición demasiado cerca de la costa, las trincheras y la situación elevada, podrían haber sido explotadas por los británicos para invadir Francia.
Luis María Grignion de Montfort después de pasar la noche del 14 con el obispo para entender las razones de su decisión, regresó al día siguiente de la terrible experiencia de no poder inaugurarla; esto no evitó las festividades que tuvieron lugar de todos modos. Dos semanas después, el comandante de la milicia Pontchâteau recibió la orden de destruir el calvario y reunió a 500 hombres que, inicialmente, se negaron. Luego, al ser forzados y no poder desobedecer las órdenes, lo empezaron a demoler lo más lentamente posible, como diría el propio comandante en su informe: "Parece que esos hombres tenían brazos de hierro para construirlo y de lana para demolerlo". Después de estos meses de actividad agitada, decidió tomarse un descanso, tomando algunos días de retiro espiritual con los jesuitas de Nantes.
Luis María Grignion de Montfort permaneció en la ciudad varios meses, que pasó predicando en parroquias, formando grupos de oración para rezar el Rosario y, sobre todo, en un pequeño hospital de incurables, la Cathuit Cour, donde se encontró con dos chicas a las que él y Marie Elisabeth Dauvaise ayudaron. También asistió a una parroquia en el barrio de Saint-Similien, cerca de la Cour Cathuit, donde colaboró con el grupo de los "Amigos de la oración de la Cruz", lo que le dará un fuerte apoyo y para los cuales escribió la Carta a los Amigos de la Cruz.

### Organizaciones fundadas en su obra misionera

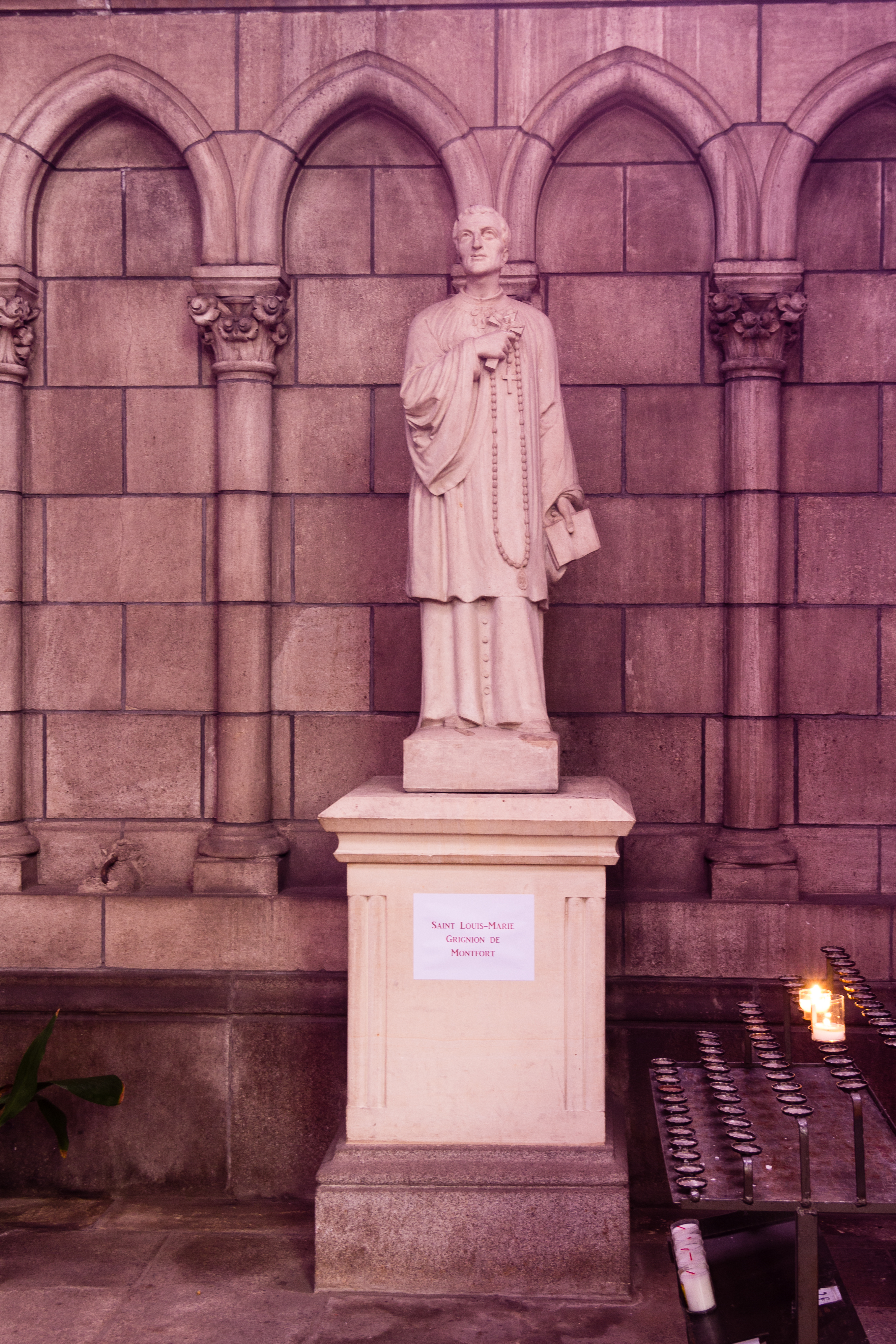
Estatua de san Luis María Grignion de Montfort en la capilla oeste del coro de la basílica de Nuestra Señora de la Buena Nueva de Rennes.

Fue nombrado Misionero Apostólico para Francia por el papa Clemente XI en 1705. Con anterioridad, en 1703, fundó junto con la beata Marie Louise Trichet, la congregación femenina de las Hijas de la Sabiduría dedicada principalmente al servicio de los más pobres. Fundó también la Compañía de María Monfortana (Societas Mariae Montfortana), congregación de sacerdotes misioneros popularmente conocidos hoy como los padres/hermanos montfortianos. De ellos nació unos años más tarde la Congrégation enseignante des Frères du Saint-Esprit, posteriormente conocida como Hermanos de San Gabriel, religiosos dedicados a la educación. Las tres Congregaciones fundadas por San Luis María Grignion de Montfort están hoy presentes en los cinco continentes.
Luis María Grignion de Montfort fue Beatificado en 1888 y en 1947 fue canonizado por Pío XII. Juan Pablo II se reconoció deudor de Luis María Grignon de Montfort al adoptar como lema episcopal Totus tuus, fórmula de consagración a María del fundador francés y uno de sus lemas marianos.

### Misionero en la Vendée
La historia del Calvario le hizo aún más popular y fue invitado por los obispos de Luçon y La Rochelle en sus diócesis.
Entonces, después de 150 km de marcha, llegó a Vandea a principios de 1711. Inmediatamente comenzó una misión en Sallertaine, en la diócesis de Luçon, que concluirá con la construcción de un Calvario. Esta vez, sin embargo, no va a hacer algo más grande, involucrando a toda la nación, sino que le ayudará solamente por los feligreses en la zona para construir una pequeña capilla y unas cuantas estatuas para ser colocado en una colina natural, un proyecto que duró solo un mes y logró inaugurar, incluso si, por las mismas razones que el anterior, será destruido por las autoridades militares. Este hecho lo obligó a abandonar la diócesis.
En mayo de 1711 llegó a La Rochelle por invitación del obispo Étienne de Champflour, que le dio una parroquia en Lhoumeau, un pequeño pueblo costero cerca de La Rochelle. En los últimos cinco años de vida organizará numerosas misiones, en particular en las provincias de Aunis y del Poitou, llegando incluso en la capital de Vandea, Fontenay-le-Comte, también predicado una misión en París en 1713, en Ruan en 1714 e incluso en San - Lô mientras volvía de Ruan. El protestantismo fue generalizado en algunas áreas, aunque el porcentaje de protestantes se mantuvo particularmente bajo en toda la región.
Gracias a las experiencias misioneras anteriores, en Vandea, había adquirido un método misión personal: invitado primero a la gente a seguir sus predicaciones, que prepararon la confesión individual, el sacramento en el que tuvimos que tirar más frecuencia durante la misión, y la participación en la eucaristía; los sermones fueron seguidos por canciones escritas por él mismo (según el método de Maunoir) que los fieles aprendieron; celebraciones públicas y procesiones tuvieron lugar; iglesias y capillas fueron restauradas; finalmente, en la Misa de clausura, Luis María Grignion de Montfort renovó las promesas bautismales, como Clemente XI le había aconsejado, proponiendo un "pacto con Dios", que era una forma de consagración a Cristo a través de María, que se firmó ante el altar; recomendó la recitación del Rosario incluso después del final de la misión; y finalmente hizo plantar una cruz o construir un pequeño jardín en un lugar visible como recuerdo de la misión.
Incluso en Vandea no faltaron los gestos sorprendentes. En Roussay le interrumpió su sermón para entrar en la taberna cercana, donde después de haber volcado todas las mesas, obligó a los clientes a seguirlo a la iglesia. En La Rochelle ingresó a la casa de la tolerancia para sacar clientes y prostitutas. A menudo se enfrentó públicamente con burguéses, nobles y protestantes, algo que la mayoría de los misioneros generalmente evitados, y en algunos casos estas discusiones llevó a la conversión de los protestantes. La noble señora de Maillyse convirtió al catolicismo después de un corto tiempo.
En septiembre de 1712, comenzó a enfermarse. Tuvo que someterse a una operación dolorosa en el tracto urinario en el hospital Aufrédy en La Rochelle, pero aunque la cirugía fue exitosa y aún no era de edad avanzada, sintió que no viviría mucho. En los siguientes dos años sufrió varios ataques: en Isla de Yeu se arriesgó a ser capturado por piratas; en una pequeña calle de La Rochelle se encontró cara a cara con un asesino, del cual logró escapar; durante una misión ponen veneno en su sopa, pero logró sobrevivir gracias a un antídoto. Según él, los instigadores de estos intentos de asesinato fueron protestantes. Jean-Baptiste Blain, su amigo y cohermano del seminario, lo volvió a ver en 1714 y en su biografía dirá:

“Cuando lo vi, lo encontré muy cambiado, desgastado y agotado por el trabajo y la penitencia; Estaba seguro de su final no muy lejos”.

Al darse cuenta de que su vida no duraría mucho, decidió dedicarse al proyecto que más le importaba, como escribió en una carta que envió a Leschassier en diciembre de 1700.

“ Quiero constantemente con una pequeña oración y pobres Sociedad de sacerdotes que [...] bajo la bandera y la protección de la Virgen María, van en un humilde y sencillo, para enseñar el catecismo a los pobres del campo y para incitar a los pecadores a la devoción a María”.

Por esta razón, regresó al seminario de la Iglesia de San Sulpicio (París), con la esperanza de encontrar jóvenes sacerdotes que quisieran unirse a él para la creación de lo que él llamaría la " Compañía de María ". En el seminario, distribuyó las reglas de la compañía escritas en 1713, a las que luego dio el nombre de "Regla de los sacerdotes misioneros de la Sociedad de María". El reglamento exigía un voto de pobreza y obediencia y la "oración ardiente", una oración, que probablemente escribió en esos mismos meses, describiendo el tipo de sacerdotes que buscaba.
De regreso en La Rochelle para continuar sus misiones, en abril de 1714 terminó la misión de Taugon La Ronde y escribió a Marie Louise Trichet. Él la invitó a unirse a él con el fin de ponerla al frente de la fundación de la rama femenina de la Sociedad de María, a partir de las Hijas de la Sabiduría, que bajo la dirección de Marie Louise Trichet se había convertido en una participante importante en Poitiers, tanto es así que para 1708 se celebró la apertura del hospital general, del cual Marie Louise Trichet se convirtió en directora general en 1712.
En junio se fue a Ruan para pedirle a su amigo Jean-Baptiste Blain que se reuniera con él. Sin embargo, Luis María Grignion de Montfort ya sabía que Jean-Baptiste Blain, que se convirtió en Canónigo, probablemente no habría dejado su puesto para seguirlo en su incipiente compañía de sacerdotes pobres, pero también quería hacer este intento, que sin embargo, como había previsto, fracasó. Jean-Baptiste Blain, para seguir Luis María Grignion de Montfort tendría que cambiar su vida, porque a partir del Canon llevado a la capital de Normandía una vida bastante cómoda y jugó un papel de prestigio, mientras que Luis María Grignion de Montfort tendría que renunciar a todo, viven en la pobreza y hacer la vida misionera.
En la primavera de 1715 regresó a Vandea, donde vio a Marie Louise Trichet, que había fundado una escuela. Luego, los dos escribieron la "Regla primitiva de la Sabiduría" que obtuvo la aprobación del Monseñor de Champflour el 1 de agosto de 1715 y una semana después pronunciaron sus votos Marie Louise Trichet y Catherine Brunet, la primera niña que se unió a Marie Louise Trichet después de que Luis María Grignion de Montfort fuera expulsado de Poitiers. Esta "regla" era diferente de la de la Sociedad de María: Luis María Grignion de Montfort, de hecho, dio más espacio a Marie Louise Trichet que no era más como un discípulo a quien dar órdenes como lo hizo en Poitiers sino por el contrario dio por completo las Hijas de Sabiduría, lo que le permite tomar una decisión sobre su futuro. Quería que Marie Louise Trichet fuera la cofundadora del instituto: también por esta razón, la "regla" estaba casi desprovista de la espiritualidad de Luis María Grignion de Montfort y parecía una constitución simple que establecía las reglas de la práctica en lugar de una regla de vida espiritual real.
En los meses siguientes hasta la primavera 1716 se trasladó a Vouvant, luego hizo una misión en Fontenay-le-Comte, en Mervent, donde al final de la misión vivió como ermitaño en una cueva durante unos meses, y Saint-Pompain donde organizó un grupo de personas, los "Penitentes Blancos de Saint-Pompain", que peregrinaban a Saumur al Santuario de Lourdes para "obtener buenos misioneros de Dios".
Finalmente, el 1 de abril de 1716 comenzó su última misión en Saint-Laurent-sur-Sèvre. Por primera vez, el obispo de la diócesis anunció que iba a visitar el 22 de abril y para la ocasión Luis María Grignion de Montfort quería organizar una gran bienvenida, pero ya débil en lo físico por sus esfuerzos en aquellos días, y casi al final de la misión cayó enfermo de pulmonía. Murió en la tarde del 28 de abril de 1716. Fue enterrado en Saint-Laurent-sur-Sèvre en la basílica que hoy lleva su nombre.

## Culto
Luis María Grignion de Montfort había muerto con fama de santidad, la gente comenzó a ir en peregrinación a su tumba en Saint-Laurent-sur-Sevre, que fue apodado por ello " la ciudad santa de Vandea." Los milagros de curación fueron atribuidos, los devotos le rogaban a pasar, pero la mayoría siguieron participando en misiones con frecuencia dictadas por los pocos Misioneros de la Compañía de María, de acuerdo con el método de su fundador. A diferencia de la rama masculina, las Hijas de la Sabiduría se desarrollaron de inmediato y fueron requeridas por hospitales y escuelas.
Las medidas represivas contra los institutos religiosos y órdenes implementadas durante la Revolución Francesa, también participan la Montfort, también en la zona donde operaba - Francia del noroeste - rompió las guerras de Vandea, que Pío XII atribuye al apostolado de Luis María Grignion de Montfort " Vandea de 1793 fue obra de sus manos ", que puso de rodillas a toda la región durante más de 20 años. Los Montfortianos, por lo tanto, tuvieron que esperar el regreso de la monarquía y solo alrededor de 1820 los dos institutos lograron reorganizarse.
Para presentar la causa de la beatificación, se retomaron todos los escritos que Luis María Grignion de Montfort había guardado, comenzando con el "Tratado de la verdadera devoción a la Santísima Virgen", que será publicado por primera vez en 1842. Mientras tanto, la causa continuó y después de la fase diocesana en Francia, que lo convirtió en un siervo de Dios, llegó a Roma, donde el papa Gregorio XVI lo proclamó venerable el 7 de septiembre de 1838.
Luego fue beatificado el 22 de enero de 1888 por el papa León XIII, quien particularmente apreció su doctrina espiritual. Después de la beatificación, la doctrina de Luis María se convirtió en el objeto de estudio e inspiración para la Iglesia y especialmente para las muchas congregaciones misioneras que nacieron entre fines del siglo XIX y principios del siglo XX. Por ejemplo, el papa Pío X el 27 de diciembre de 1908, escribió una dedicatoria en una copia de la "Verdadera devoción" con la que concedió la bendición apostólica a los lectores: "Estamos en gran medida de la verdadera devoción a María, escrito de forma tan maravillosa por el Beato de Montfort, y con gran corazón otorgamos la Bendición Apostólica a todos los que lean este Tratado ". 

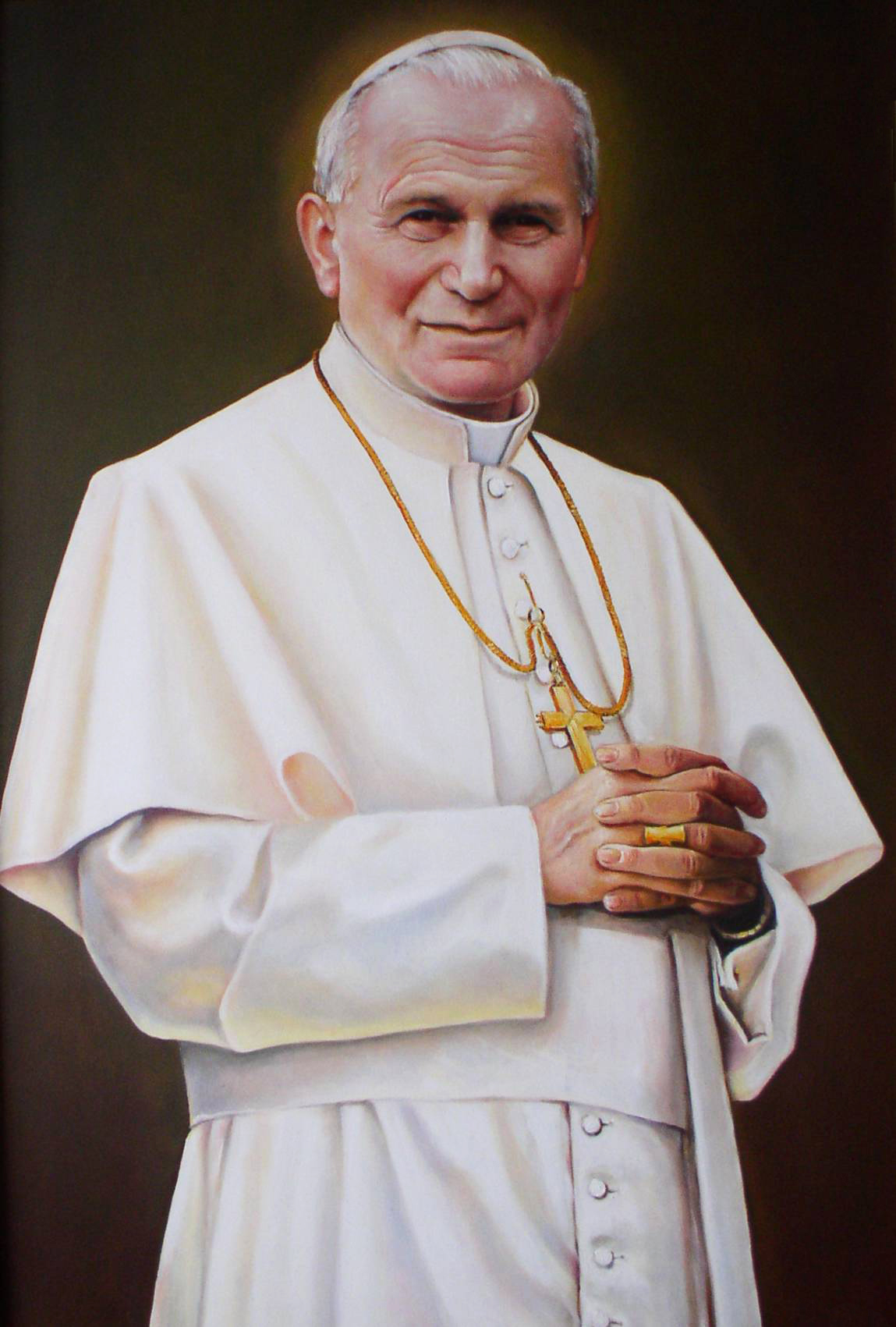
Papa Juan Pablo II

Fue canonizado el 20 de julio de 1947 por el papa Pío XII, que se volcó tanto en san Luis María que quiso un relicario en su capilla privada y, a menudo en sus discursos, apareció esta admiración del santo.
El papa Juan Pablo II fue particularmente devoto de san Luis María Grignion de Montfort y del "Tratado de la verdadera devoción a la Santísima Virgen": fue el pontífice que más promovió la espiritualidad montfortiana, que está muy presente en su magisterio. Como su lema, él eligió las palabras: "Totus tuus" que se derivan del "Tratado" como lo explica el propio Papa:

“Aquí está el origen del Totus Tuus. La expresión deriva de San Luigi Maria Grignion de Montfort. Es la abreviatura de la forma más completa de encomendar a la Madre de Dios, que suena así: Totus Tuus ego sum y omnia mea Tua sunt. Accipio Te en mea omnia. Praebe mihi cor Tuum, Maria”.

San Juan Pablo II también recuerda en la encíclica Redemptoris Mater:

“Me gustaría recordar, entre los muchos testigos y maestros de esta espiritualidad, la figura de San Luis de Montfort, quien propuso a la consagración fiel a Jesús por medio de María, como un medio eficaz viviendo fielmente los compromisos bautismales”.

Juan Pablo II,el 20 de julio de 1996, incluyó a san Luis María Grignion de Montfort en el calendario de los Santos y 19 de septiembre de ese mismo año se fue en peregrinación a su tumba a Saint-Laurent-sur-Sevre. El 9 de febrero de 2000 se abrió una causa para la proclamación de san Luis María Grignion de Montfort como doctor de la Iglesia, a petición del obispo de Luçon François Charles Garnier y la superiora general de las congregaciones monfortianas. Se nombró postulador al padre Battista Cortinovis.
La basílica de San Luis María Grignion de Montfort en Saint-Laurent-sur-Sèvre es visitada cada año por unos 25 000 peregrinos.

## Obra literaria
Su obra literaria comprende varias obras mayores y numerosos cánticos populares de temática religiosa. Entre sus títulos más importantes se encuentran:

### El amor de la sabiduría eterna
El amor de la sabiduría eterna es una de las obras más importantes de San Luis María Grignion de Montfort y forma la base sobre la cual escribió todas las otras obras y, en particular, el Tratado de la verdadera devoción a la Santísima Virgen. San Luis María Grignion de Montfort escribió El amor de la sabiduría eterna en 1703, mientras estaba en París, después de abandonar el Hospital de la Pitié-Salpêtrière, y antes de visitar los ermitaños de Mont-Valérien, pasó unos meses en una pequeña casa cerca del noviciado de los jesuitas. Como no tenía tareas que hacer, se dedicó a la oración, la meditación y la lectura, aprovechando la biblioteca que los jesuitas le habían puesto a su disposición, y luego a la redacción de su primera obra.
San Luis María Grignion de Montfort comienza su primer trabajo explicando que la Sabiduría Eterna es una "ciencia necesaria" y que por eso debe buscarse:

“¿Podemos amar lo que se conoce solo imperfectamente? ¿Por qué amamos tanto a la Sabiduría eterna y encarnada, el adorable Jesús? Porque no lo sabes en absoluto o muy poco”

Distingue dos tipos principales de sabiduría, la verdadera y la falsa: la verdadera sabiduría es "el sabor de la verdad sin mentira ni disfraz". El natural es el conocimiento de las cosas naturales vistas de manera eminente en sus principios; lo sobrenatural es el conocimiento de cosas sobrenaturales y divinas en su origen "; la falsa sabiduría en cambio: «Es el sabor de la mentira velada por la apariencia de la verdad. La falsa sabiduría es la sabiduría o la prudencia del mundo, y el Espíritu Santo la distingue en terrenal, carnal y diabólica ".

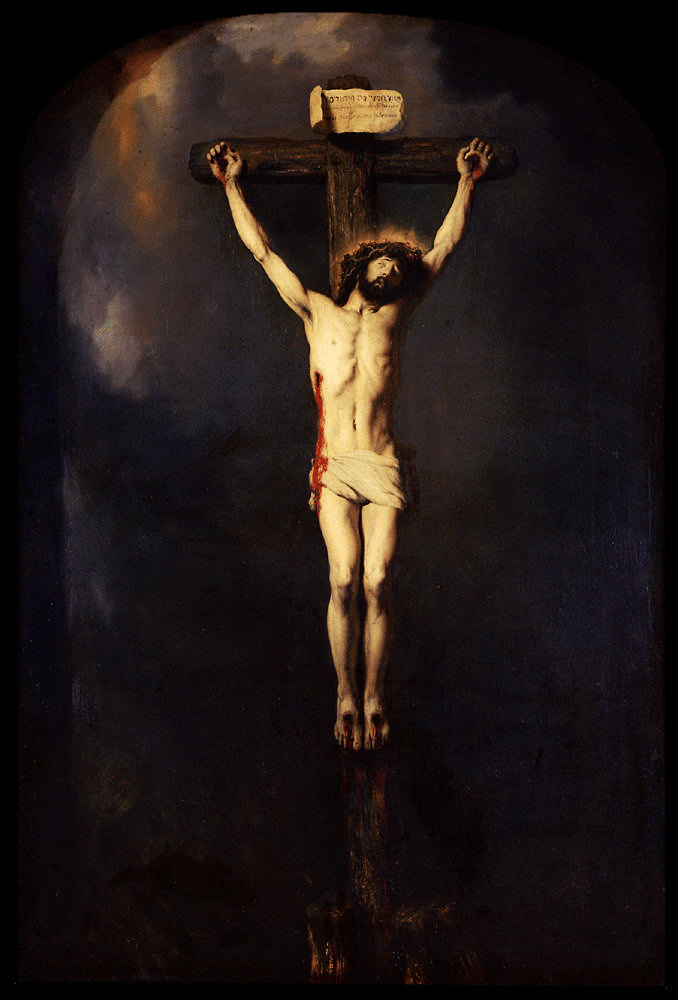
Cristo crucificado por Jan Lievens, 1631 en el Museo de Bellas Artes de Nancy.

Luego explica el origen de la sabiduría trayendo diferentes cotizaciones de los textos de la Biblia y de San Agustín sin necesidad de utilizar sus palabras: " para disminuir el miedo el esplendor y sublimidad" y luego presente "las maravillas de la sabiduría divina "que ve la creación del mundo y del hombre y de la" bondad y misericordia de la sabiduría divina "como resultado de pecado original:" delante de las ruinas de los pobres Adán y sus hijos, la sabiduría eterna está fuertemente movido. Así que el amoroso y augusto soberano se ofrece en sacrificio al Padre para arrancar al hombre de la esclavitud del diablo y las llamas del infierno y merecerle una feliz eternidad ".
Enumera entonces los regalos que reciben aquellos que poseen la Sabiduría Eterna: la capacidad de juicio; la capacidad de darlo a conocer a los demás; alegría, dulzura y paz; las virtudes teologales, cardinales, morales; y finalmente eso inspira grandes empresas para la gloria de Dios y la salvación de las almas.
Se dedica la segunda parte del libro para hacer frente a la "Sabiduría encarnada", resume que la vida de Cristo, a partir de ' Anunciación a María y analizando el nacimiento, la vida, sus acciones y su predicación hasta que sus sufrimientos en la Cruz: "La Santa Iglesia nos hace decir todos los días con verdad:" El mundo no lo reconoció "(Jn 1, 10). Sí, el mundo no conoce a Jesucristo, la Sabiduría encarnada. Y razonando bien, es absurdo saber lo que nuestro Señor ha sufrido por nosotros y no amarlo ardientemente, como lo hace el mundo ". Al habitar en la Cruz, hace una reflexión que constituye una de las partes más importantes de toda la obra y de su doctrina:

“Aquí, en mi opinión, es el mayor" secreto del rey ", el mayor misterio de la Sabiduría Eterna: la Cruz”

La cruz, "el objeto de escándalo y humillación", es visto como el medio por el cual la sabiduría que utilizó para "redimir al mundo" y para manifestar la gloria de Dios y por eso la sabiduría: "no reciben ningún hijo si él tiene como emblema, ni recibe ningún discípulo, a menos que la puerta en la frente sin rubor, corazón sin asco y los hombros no arrastre o rechazarlo.
Finalmente, en la última parte de la obra, enumera "los cuatro medios para adquirir la Sabiduría divina": un deseo ardiente, es decir, el deseo de adquirir la Sabiduría como recompensa por la perfecta observancia de los mandamientos; una oración continua, que representa el "trabajo" necesario para obtener la Sabiduría; una mortificación universal, es decir, desapego del mundo viviendo en pobreza y humildad y uniendo esta mortificación externa con la de juicio y voluntad; y finalmente el cuarto medio es "verdadera devoción a María": "Aquí está el medio más grande, el más maravilloso de los secretos para tener y preservar la Sabiduría divina: una tierna y verdadera devoción a la Virgen María", en esta parte final explica brevemente qué es la "verdadera devoción" y por qué es necesario consagrarse a Dios, pero precisamente por la importancia que tiene de la espiritualidad montfortiana, dedicará su trabajo principal a este tema.

### Tratado de la verdadera devoción a la Santísima Virgen
“Al menos cada año, en el mismo día, renovarán la misma consagración, observando las mismas prácticas durante las tres semanas. Incluso cada mes y cada día, podrán renovar lo que han hecho, usando pocas palabras: "Soy todo tuyo y todo lo que poseo es tuyo, mi adorable Jesús, a través de María, tu santa Madre”

“Del Tratado de la verdadera devoción a la Santísima Virgen, 233”

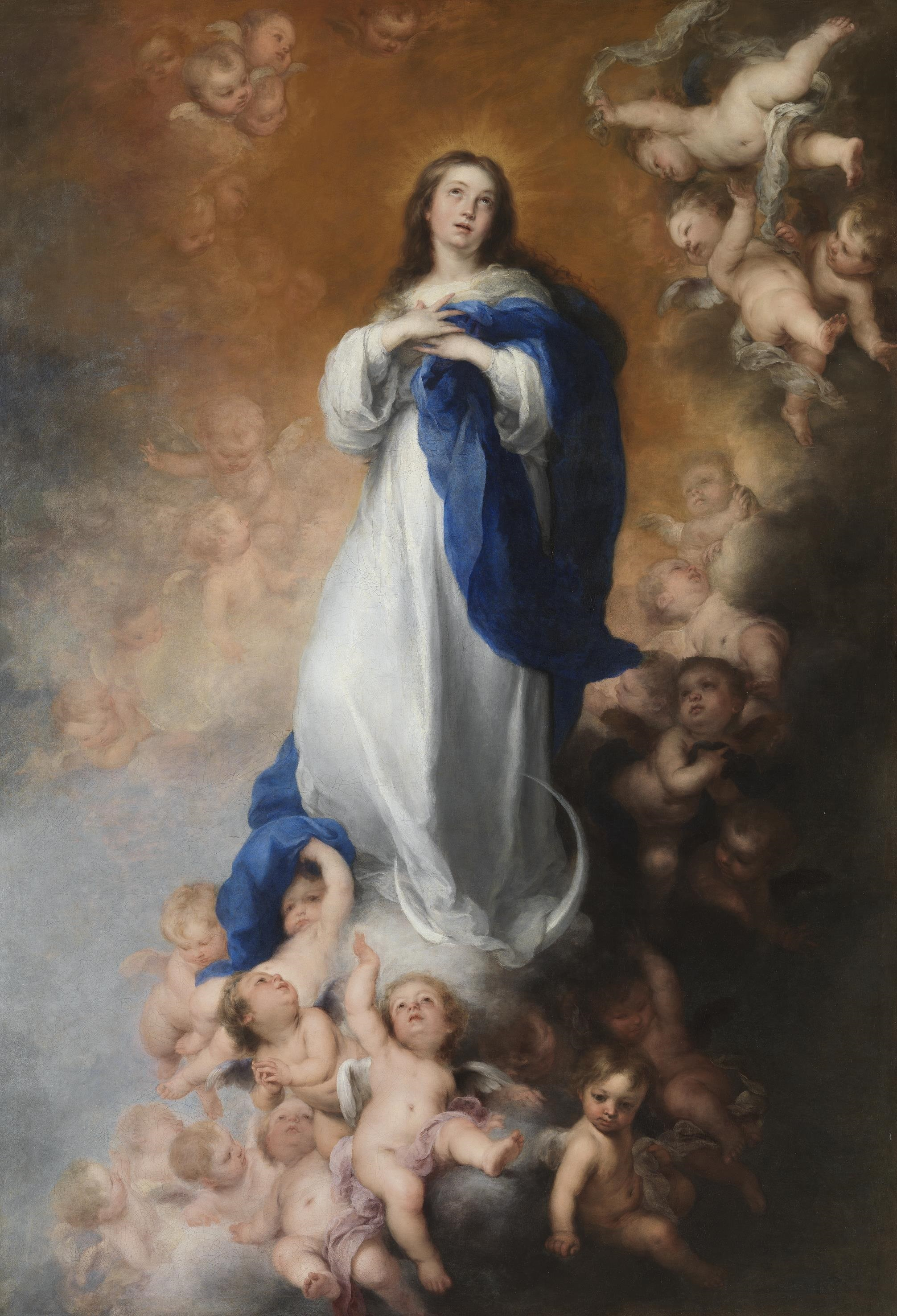
Bartolomé Esteban Murillo, Inmaculada Concepción, 1678, Museo del Prado.

El Tratado de la verdadera devoción a la Santísima Virgen es el trabajo principal de San Luis María Grignion de Montfort. Fue escrito en los últimos años de la vida, probablemente alrededor de 1712, en su pequeña casa en La Rochelle. La historia del "Tratado" no se conoce con certeza y por qué permaneció oculta durante casi 130 años. Se cree, sin embargo, que Luis María Grignion de Montfort se lo dio al obispo de La Rochelle para guardarlo y la razón por la que lo escribió en el mismo "Tratado":

“Espero una gran cantidad de bestias furiosas, que vendrá en la furia de rasgar con sus dientes mal este pequeño escrito y el uno de los cuales ha utilizado el Espíritu Santo que escribo, o al menos lo envuelve en la oscuridad y el silencio de un tronco, por lo que no es él conocido; ciertamente atacarán y perseguirán a aquellos y aquellos que lo lean y traten de ponerlo en práctica”

Es probable que se estuviera refiriendo a los jansenistas con los que se enfrentó, en aquellos años, sobre el tema de la devoción mariana y que fueron muy críticos con el misionero bretón y sus actividades. Se cree que durante la Revolución Francesa y de la guerra civil estalló en esa región el tratado fue ocultado por Montfort en una caja enterrada en el área alrededor de su sede en Saint-Laurent-sur-Sevre para evitar que se fue destruido. Después del período de la Revolución, la caja fue desenterrada; el Tratado se encontrará por casualidad en la biblioteca de la empresa matriz por el padre Gabriel Deshayes (más tarde fundador de los Hermanos de San Gabriel) el 29 de abril de 1842.
El manuscrito apareció con varias páginas faltantes en la parte inicial y algunas hojas faltantes al final. Junto con las páginas iniciales, el título también se perdió. En el texto, la única referencia al título que parece ser el octavo capítulo que se ocupa de las prácticas de la devoción a María: "Como dije en la primera parte de esta preparación al Reino de Jesucristo", el título " Tratado de la verdadera devoción a la Santísima Virgen " fue elegido por el Superior de los Montfortianos en el momento de la publicación (1843).
El "Tratado" se divide en tres partes. En la primera parte expone su doctrina mariana centrada en la necesidad de la devoción a María, ya que ella lo considera el medio más seguro y necesario para consagrarse a Dios:

“Si la Santísima Virgen es necesaria para Dios, de una necesidad llamada hipotética, es decir, derivada de su voluntad, debe decirse que ella es aún más necesaria para que los hombres lleguen a su último final.”

En la segunda parte, antes de hablar de devoción, arregla lo que él llama "verdades fundamentales de la devoción a María" y es que la devoción mariana debe tener a Jesucristo como el objetivo final; si en cambio es un fin en sí mismo, toma el nombre de "falsa devoción". Los "devotos falsos" se pueden distinguir en siete tipos: críticos, escrupulosos, externos, presuntuosos, inconstantes, hipócritas, preocupados. Difieren en el tipo de devoción que practican: los devotos críticos son aquellos que se oponen a todas las prácticas de piedad mariana; los devotos escrupulosos son aquellos que consideran incorrecto venerar a María más que a Cristo; los devotos externos son aquellos que hacen que toda su devoción a María consista en prácticas externas; los presuntuosos devotos son aquellos que creen que la devoción mariana puede esconder los pecados de uno; los devotos erráticos son aquellos que manifiestan su devoción cuando lo consideran oportuno; los devotos hipócritas son aquellos que esconden sus pecados detrás de la devoción apareciendo de manera diferente a como realmente son; finalmente, los devotos interesados son aquellos que recurren a la Virgen para conceder sus deseos.
La segunda parte concluye con la presentación de la "verdadera devoción" y con la lista de prácticas internas y externas:

“Descubrimos y condenamos las falsas devociones a la Santísima Virgen, debemos definir brevemente la verdadera. Es: 1. interior; 2. licitación; 3. santo; 4. constante; 5. desinteresado.”

La "verdadera devoción" es interior, porque debe comenzar desde el corazón y la mente; es tierno, porque una confianza como la de un niño debe ser colocada en María; es santo, porque aleja del pecado; es constante, porque alejarse del pecado no abandona las prácticas de piedad; y finalmente es desinteresado, porque el único fin es llegar a Cristo a través de María.
En la tercera parte del " Tratado de la verdadera devoción a la Santísima Virgen ", San Luis María Grignion de Montfort expone el punto central de su doctrina mariana o la total consagración a Cristo a través de María:

“Debemos dar todo lo que tenemos en el orden de la naturaleza y la gracia y todo lo que podemos tener en el orden de la naturaleza, la gracia o la gloria. Y esto por toda la eternidad y sin reclamar ni esperar ninguna otra recompensa por nuestra oferta y nuestro servicio que el honor de pertenecer a Jesucristo a través de María y María, incluso si este adorable soberano no fue, como siempre, la más generosa y agradecida de las criaturas ”

Luego siga las prácticas internas y externas necesarias para poder "consagrar". Propone siete prácticas exteriores: ejercicios preparatorios para la consagración; la recitación diaria de la "Coronilla de la Santísima Virgen"; llevando una cadena de hierro bendecido para simbolizar que uno es "esclavo de Jesús en María"; para celebrar la solemnidad de la Anunciación; el recital diario del Ave María y el Rosario; el recital del Magnificat; desprendimiento del mundo. En cambio, las prácticas internas consisten en actuar de cuatro maneras: por María, con María, en María y por María, es decir, actuando según el espíritu de María, actuando a imitación de María, actuando en unión con María y actuando al servicio de María.
Concluye el " Tratado de la verdadera devoción a la Santísima Virgen " al poner en apéndice un método, compuesto por prácticas interiores y exteriores, para preparar la Eucaristía y recibirla, y adjuntar el texto para que la consagración sea pronunciada y firmada.

### El secreto de María
El Secreto de María fue escrito después del Tratado de la verdadera devoción a la Santísima Virgen y presenta la misma doctrina del "Tratado" de una manera más simple y más corta.
En la introducción se llama "El gran secreto para convertirse en santo", parece que trata este libro a alguien, probablemente a su hermano: "Esto es un secreto, o el alma predestinada, que el Altísimo me reveló y no pude encontrar en cualquier libro, ni antiguo ni nuevo que, como tal, no puede ser revelado (" si no para personas merecedoras ") y requiere alguna preparación antes de leerlo: Pero primero para satisfacer el Su deseo ardiente y natural de conocer la verdad, recita devota mente a Ave Maris Stella y Veni Creator, para pedirle a Dios la gracia de comprender y probar este misterio divino.
El libro está dividido en dos partes. En la primera parte, al igual que en el " Tratado de la verdadera devoción a la Santísima Virgen ", explica la necesidad de santificarse a través de María y describe el papel que María tuvo con Dios y los hombres, y reafirma la necesidad de la devoción mariana. En la segunda parte, en cambio, se presenta la "verdadera devoción", sin describir las "devociones falsas", describe tres tipos de devoción: cumplir los deberes de un cristiano, evitar el pecado y orar a María; alimentar a la Virgen, la estima, el amor, la confianza y la veneración; total devoción a María, que es la que ella trata en este libro.
Se propone, por tanto, algunos de los temas principales de su doctrina mariana como la "servidumbre en Jesús a través de María" que resumen las tres clases de esclavitud: "La esclavitud en la naturaleza: los hombres buenos y malos son esclavos de Dios de esta manera; la esclavitud por la fuerza, y los esclavos de Dios de esta manera son los demonios y los condenados; la esclavitud del amor y de la voluntad, y es con la que debemos consagrarnos a Dios a través de María, es decir, de la manera más perfecta mediante la cual una criatura puede entregarse a su Creador; y la "consagración a Jesús por María" que indica la importancia y los efectos que esto brinda a quienes lo practican, y resumir esquemáticamente las prácticas internas y externas que deben practicar los que se consagren.
Por último, se presentan dos oraciones a Jesús y María que no están presentes en el "Tratado" u otros libros, así como la conclusión de que se llama "El árbol de la vida, que es la manera de vivir y reinar en nosotros María":

“Si encontraste el tesoro escondido en el campamento de María. Si el Espíritu Santo ha plantado en su alma el verdadero árbol de la vida, que es la devoción que les he dado, debe hacer todos los esfuerzos en el cultivo de ella, porque va a dar fruto a su debido tiempo”.

Posteriormente se estudia siete puntos como "cultivo" este "árbol de la vida", porque si bien crecido el fruto que será Jesús: "En el momento apropiado dará fruto del honor y la gracia, es decir el adorable y adorable Jesús, que era y siempre será el único fruto de María ".
Concluye El secreto de María colocando la oración de consagración en el apéndice con el que concluye "El amor de la sabiduría eterna"

### El Secreto admirable del Santísimo Rosario

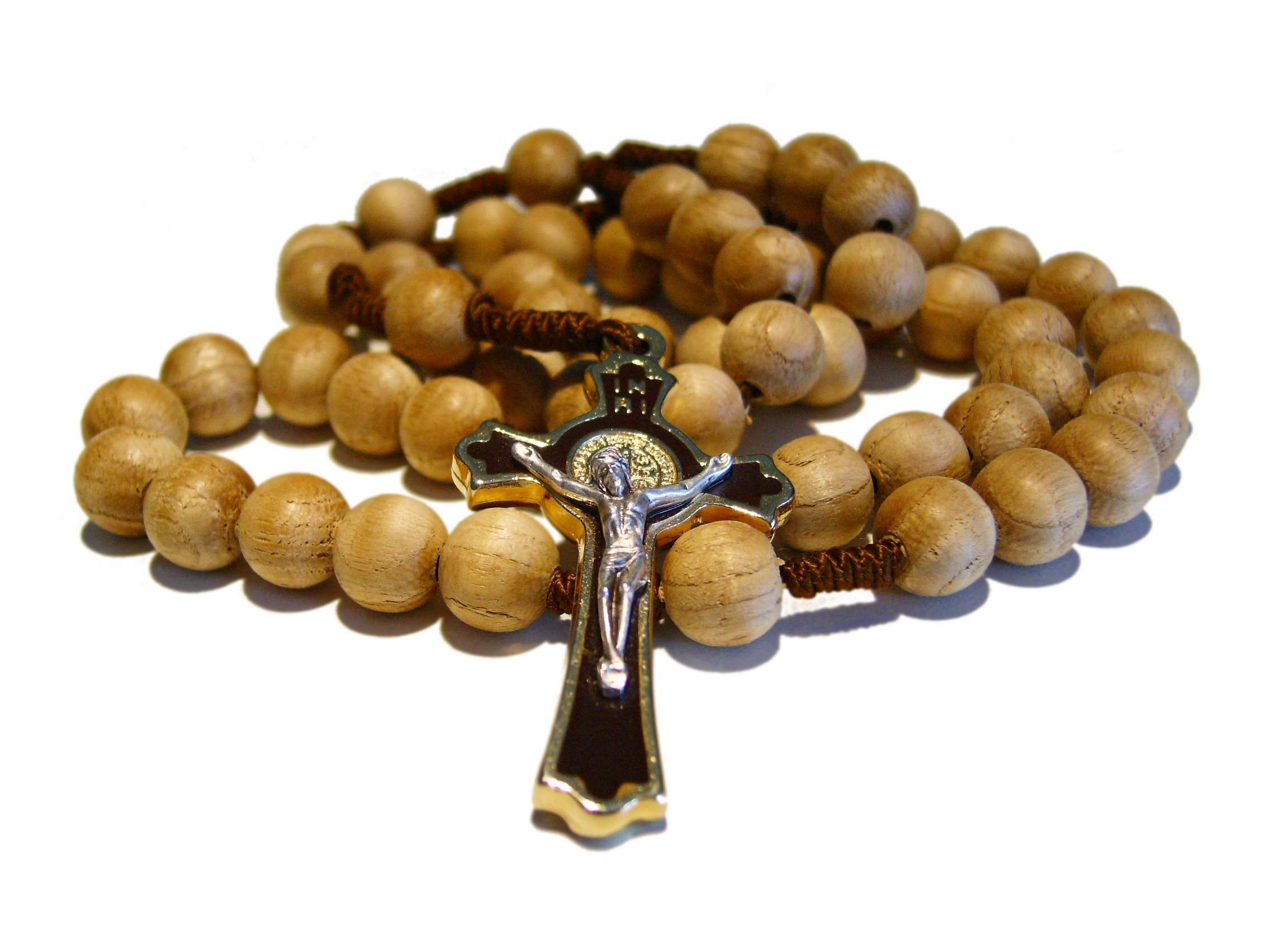
Rosario católico de cuentas de madera, con una medalla de san Benito en el centro de la cruz. La historia atribuye a la Orden de San Benito el punto de origen del rezo del rosario.

El Secreto admirable del Santísimo Rosario, para ser convertido y ser salvo fue escrito por San Luis María en los últimos años de su vida, probablemente después de 1710. El libro está dividido en cinco partes, tantas como decenas del Rosario y que constituyen el título de cada uno de los cinco capítulos, y a su vez cada "diez" se divide en diez párrafos, tantos como los granos, "rosas", del Rosario
En la titulación de "primera década" "La excelencia del Santo Rosario en el origen y en el nombre de" habla del Rosario y el origen de su nombre por contar la historia de Santo Domingo por el libro " De Dignitate Psalterii " por Alain de la Roche.
En la "segunda década" titulado "La excelencia de las oraciones del rosario que lo componen", analiza y comenta las oraciones del Rosario, centrándose especialmente en la oración del Señor y el " Ave María, el análisis de cada línea de las dos oraciones, y especialmente el Ave María dedica más reflexión porque:

“Es mi oración favorita, es mi piedra de toque segura para distinguir a aquellos que son guiados por el espíritu de Dios y aquellos que están en la ilusión del espíritu maligno”.

En la "tercera década" titulada "La excelencia del Rosario en la meditación de la vida y la Pasión de Nuestro Señor Jesucristo", analiza los misterios del Rosario: "Una cosa sagrada que difícilmente se puede entender es un misterio. Las obras de Jesús y de su santa Madre con razón se llaman "misterios" porque están llenas de innumerables maravillas, perfecciones, sublimes y profundas instrucciones que el Espíritu Santo revela a los humildes y simples que los aprecian.
El análisis de los 15 misterios del Rosario en la "primera rosa" y dedica los otros nueve rosas a la meditación de los misterios que explican la importancia de esta última que ser un "medio de una gran perfección" no solo debe ser tal que los sacerdotes y religiosos, sino también para los laicos.
En la "cuarta década", titulado "La excelencia del Rosario en las maravillas de Dios hechas a su favor", que presenta los efectos producidos por el Rosario narra algunos acontecimientos que tuvieron lugar en importantes figuras históricas, debido a la recitación diaria del Rosario.
Finalmente, en la última "década", titulada "La manera de recitar el Rosario", advierte a un juego cuidadoso, sin distracciones, de rodillas con las manos juntas y con la corona entre los dedos; es mejor tocarlo en dos coros "con fe, humildad, confianza y perseverancia".
El libro termina sin devolver la "rosa quincuagésimo", que consiste en el texto que acompaña a este libro y que los "métodos santos a recitar el Santo Rosario". En total se proporcionará cinco métodos, pero solo dos están asociadas a las "Secreto del Rosario". El tercer método se deriva de un libro de oraciones de 1761 y se entregó a las Hijas de la Sabiduría en uso, mientras que el cuarto y quinto a ligarlas a otro de su texto, el "Libro de Sermones". En el apéndice de los santos "métodos para rezar el Santo Rosario, escribe" Las reglas principales del Santo Rosario "donde resume esquemáticamente el" Secreto del Rosario".

### Carta a los amigos de la Cruz
La Carta a los amigos de la Cruz es una larga carta que escribió en 1711 antes de pasar a la Vendée y dirigida a "Amigos de la Cruz", una asociación de Nantes con quien colaboró en los últimos meses en la ciudad.
En la carta, siguiendo el ejemplo de la denominación de la asociación es una reflexión sobre la Cruz se centró en el verso del Evangelio de Mateo: "Si alguno quiere venir en pos de mí, niéguese a sí mismo, tome su cruz y sígame", que este tipo de análisis:

“Toda perfección cristiana en realidad consiste en querer llegar a ser santo:" si alguien quiere venir en pos de mí, en la renuncia: "negarse a sí mismo", en el sufrimiento: "tomar su cruz", en la actuación: "sígueme"”.

En esta carta, en parte en parte de lo que escribió en su primera obra, El amor de la sabiduría eterna, sostiene que "nuestros pecados deben ser castigados, ya sea en este mundo o en el próximo". Si están en esto, no estarán en el otro " y como prueba usa los eventos de algunos santos que" han sufrido los mayores tormentos en la vida " y a través de este sufrimiento han ganado la santidad.
Después de haber mostrado el camino que la asociación debe continuar siguiendo: "Por supuesto, Dios quiere hacerte - Amigos de la Cruz - como muchos santos, si permanecen fieles a su vocación, si usted lleva su cruz como es debido, es decir, como Jesucristo la trajo ".
Enumera, en la segunda mitad de la carta, algunas reglas a seguir "para llevar la cruz como Cristo la trajo":
- no debemos obtener cruces a propósito o por nuestra culpa;
- siempre hay que tener en cuenta el bien de los demás: "si está logrando algo en sí mismo indiferente, pero cuando el siguiente se escandalizó incluso sin causa justificada, dejarlo solo por una razón para amar";
- no debemos pretender ser como los santos: "a pesar de esto, han pedido, buscado e incluso provocado a sí mismos con acciones ridículas, cruces, escándalos y humillaciones. Contengámonos a adorar y admirar la extraordinaria obra del Espíritu Santo en sus almas. Y humillémonos contra una virtud tan sublime, sin pretender volar tan alto también.
- pero uno puede pedirle a Dios la sabiduría de la cruz;
- si cometemos un error que nos causa cruces, debemos "humillarnos interiormente sin molestarnos voluntariamente"
- hay que recordar que Dios procura el sufrimiento para purificarla sin pensar que "ciertos cruces son de lealtad evidencia de que las cruces que Dios envía castigos son bastante cariñosos para nuestros pecados, y no, como es, de hecho, los signos de benevolencia
- es necesario sacar provecho de los pequeños sufrimientos más que de los grandes: "Dios no considera el sufrimiento en sí mismo tanto como la forma en que es aceptado. Sufrir mucho pero sufrir mal es sufrir malditos; sufrir mucho y con coraje, pero por una mala causa, es sufrir como un mártir del diablo; sufrir mucho o poco, pero sufrir por Dios, es sufrir de santos "
- debemos amar la cruz con el amor de la "parte superior del alma", es decir, con "el amor de la razón", que "es un amor espiritual que nace de la felicidad consciente del sufrimiento de Dios y, por lo tanto, el alma puede captar y en la percibe de datos, que reciben la alegría y la fuerza interior " y si no es necesario con" el amor de la fe , lo que significa, sin experimentar una alegría importante experiencia o por placer racional en el alma, te amo y dejar que la propia cruz sea probada con una mirada de fe pura "
- debemos sufrir cualquier cruz sin hacer excepciones;
- "para sufrir bien" hay que tener en cuenta cuatro cosas: la mirada de Dios que "mira al hombre que lucha por Dios contra la fortuna, el mundo, el infierno y contra sí mismo; el hombre que con alegría trae su propia cruz " la mano de Dios que "permite todo el mal de la naturaleza que nos aflige, desde el más grande hasta el más pequeño"; para mirar las llagas y dolores de Jesucristo; y finalmente: "mira la hermosa corona que te espera en el cielo, si llevas bien tu cruz"
- uno nunca debe quejarse de las cruces que otros nos infligen.
- uno debe recibir la cruz con gratitud.
- puedes elegir algunas cruces de forma voluntaria.

### Carta circular a los habitantes de Montbernage
La Carta circular a los habitantes de Montbernage es una carta que San Luis María Grignion de Montfort escribió en 1706 después de que fue despedido del hospital de Poitiers y había comenzado a predicar misiones en las ciudades, junto con Mathurin y con el que saluda a los habitantes de las parroquias Montbernage, Saint-Saturnin, Saint-Simplicien y La Résurrection antes de partir a Roma para encontrarse con el Papa Clemente IX.
Aunque la carta fue escrita en los primeros años de su ministerio, ya presenta gran parte de su doctrina. Recomendar a sus feligreses a "brillar en todas partes y en frente de toda verdadera devoción a la Virgen", "a la práctica sus promesas bautismales", "no fallar en el deber de decir todos los días el rosario en público y en privado »Y« asistir a los sacramentos al menos cada mes ».
También propuso por primera vez la "esclavitud de Jesús en María": "Oren por mí, por mi maldad y mi indignidad no plantean obstáculos a lo que Dios y su Santa Madre que quieren lograr a través de mi ministerio" y, de hecho, luego firma "Luis María Grignion de Montfort, sacerdote y esclavo indigno de Jesús en María".

### Otras escrituras
Luis María Grignion de Montfort también escribió otros textos que merecen ser recordados. Entre ellos, tenemos las Reglas de las asociaciones e institutos que él fundó:
- La Cruz de la Sabiduría de Poitiers: Una cruz que se creó en el hospital general de Poitiers entre 1701 y 1703 para la pequeña comunidad de oración "La Sapienza", de la cual nacieron las Hijas de la Sabiduría, en la que escribió su programa de la vida espiritual.
- Las Misas y las Lecciones de la Sabiduría Divina: Un pequeño libro de máximas y lecciones para las Hijas de la Sabiduría que especifican con más detalle el programa que iban a seguir. El contenido de este libro es el mismo que en el capítulo XXII del "Amor de la Sabiduría Eterna".
- Las Reglas de los sacerdotes misioneros de la Sociedad de María: que escribió alrededor de 1710 para sus pocos compañeros de la Sociedad de María y que juntos la "Oración por los misioneros" y "carta a los miembros de la Sociedad de María" son parte del gobierno de la Sociedad María actualmente en uso y aprobada por la Santa Sede.
- La oración por los misioneros: Una oración que compuso en los últimos años de su vida, probablemente en el mismo año en el que escribió la regla de la Sociedad de María, en la que pide a Dios, con tres oraciones distintas, una en el Padre, uno del Hijo y del Espíritu Santo, para poder formar su compañía al especificar las características que deben tener estos sacerdotes.
- La Carta a los asociados de la Sociedad de María: Una breve carta dirigida a los miembros de la Sociedad de María cuando ningún otro sacerdote todavía era miembro. Se cree que Luis María Grignion de Montfort imaginó que el número de miembros sería bajo, por esta razón escribió esta carta centrada en un versículo del Evangelio de Lucas: "No temas, pequeño rebaño, porque a tu Padre le ha gustado darte su reino", donde insta a sus futuros cohermanos a no desanimarse si los miembros de la Sociedad serán pocos.
- La primitiva Regla de Sabiduría: Que es la regla que escribió en 1715 junto con Marie-Louise Trichet para las Hijas de la Sabiduría.

Además, están las regulaciones de las diversas asociaciones que crearon, como la "Sociedad de las 44 vírgenes" o los "Penitentes blancos". Las regulaciones están destinadas a mantener a sus miembros alejados de la inmoralidad. Los miembros de la "Sociedad de las Vírgenes" (que no podía exceder los 44 inscritos) tuvieron que hacer un voto de castidad temporal durante todo el tiempo de su registro. Los "Penitentes Blancos" en lugar previó que los hombres hicieron de oración y penitencia lejos de los placeres y vicios con el fin de hacer la peregrinación al santuario de la Virgen en Saumur que Luis María organizó en 1716.
Finalmente recordamos las "Cartas", de las cuales solo 34 nos han llegado. Se han usado principalmente para reconstruir su biografía.
De los "Cánticos" que, según el método de Julien Maunoir, escribieron para ser cantados durante las misiones, todavía hay 164 y aunque no tienen un valor literario, proporcionan referencias a su doctrina espiritual.
Él dictó el "Testamento" el 27 de abril al Padre Mulot que había designado sucederlo como superior general de la Sociedad de María. La voluntad fue útil para conocer los nombres de sus pocos cohermanos.
- El "Libro de los Sermones" es un cuaderno manuscrito que Luis María Grignion de Montfort comenzó a escribir desde que era seminarista y solía escribir sus notas para las misiones.